# Clavus heryi
Clavus heryi é uma espécie de gastrópode do gênero Clavus, pertencente a família Drilliidae.